# Andrei Sergejewitsch Starych
Andrei Sergejewitsch Starych (russisch Андрей Сергеевич Старых; * 2. Februar 1984) ist ein russischer Handballspieler.
Der 1,98 Meter große und 97 Kilogramm schwere rechte Rückraumspieler steht seit 2009 bei Medwedi Tschechow unter Vertrag. Zuvor spielte er bei SKIF Krasnodar.  Mit Krasnodar spielte er in 2007/08 im EHF-Pokal, 2002/03, 2003/04, 2005/06 und 2008/09 im EHF Challenge Cup und 2006/07 im Europapokal der Pokalsieger und mit Medwedi Tschechow 2009/10 in der EHF Champions League.
Andrei Starych erzielte in 57 Länderspielen für die russische Nationalmannschaft 114 Tore (Stand: Januar 2012) und stand im Aufgebot für die Europameisterschaft 2012. Zuvor nahm er an der Europameisterschaft 2010 teil.